# Sacha de Boer
Sacha Marina de Boer (Amsterdam, 9 april 1967) is een Nederlandse presentatrice, schrijver en fotografe, die vooral van 1996 tot 2013 bekend was als een van de vaste presentatoren van het NOS-achtuurjournaal.

## Biografie
De Boer groeide op in Weesp, als dochter van een huisarts. Ze ging in Hilversum naar het plaatselijke lyceum.
Ze studeerde communicatiewetenschap aan de Universiteit van Amsterdam. Haar afstudeerscriptie ging over AT5, een lokale tv-zender in Amsterdam, waar zij in 1992 als redactrice werkte.

## Loopbaan
In 1994 was De Boer nieuwslezeres en redactrice bij Radio 10 en Concertradio. Vanaf juni 1994 was ze regelmatig op tv te zien als nieuwslezeres van AT5.
In januari 1995 stapte De Boer over naar RTL 5, waar ze nieuwsflitsen ging lezen. Na een half jaar werkte ze samen met Rick Nieman als presentator van een nieuw Veronicaprogramma, Veronica's Nieuwslijn. In 1996 stopte dat programma, omdat het onvoldoende kijkers trok. Nadien werkte De Boer voor het NOS Journaal, vanaf 15 juli 2003 als vaste presentatrice van het achtuurjournaal. Van november 2002 tot eind 2003 was ze tevens een van de vaste presentatoren van het NOS-radioprogramma Met het oog op morgen.
Door de kijkers van het NOS Journaal, die op de presentatoren konden stemmen in verband met het 50-jarig jubileum, werd De Boer als beste presentator verkozen, net boven Harmen Siezen. Het laatste grote evenement waar zij voor het journaal aan meewerkte was de inhuldiging van Willem-Alexander tot koning van Nederland. Op 3 mei 2013 presenteerde De Boer haar laatste NOS Journaal om 20.00 uur.
In september 2016 keerde De Boer terug op televisie. Voor de publieke omroep KRO-NCRV presenteerde zij Brandpunt.

## Fotografie
Sinds 2005 treedt De Boer ook naar voren als fotograaf. Haar werk is te zien op zowel solo- als groepsexposities. Ze werkte in opdracht van verschillende tijdschriften. Haar werk kenmerkt zich vooral door gebruik van natuurlijk invallend licht en clair-obscur. Zij doet veel portretfotografie in zowel kleur als zwart-wit. Haar artistieke fotowerk is vaker in zwart-wit.
Na het stoppen met haar werkzaamheden als presentatrice is zij fulltime bezig met fotografie. Ze is onder andere werkzaam voor National Geographic.
Samen met chef-kok Jacob Jan Boerma brengt De Boer kookboeken uit, waarvan De Boer de fotografie verzorgt: Down to earth, Back to basics en Less is more.

## Werk in openbare collecties (selectie)
- Rijksmuseum Amsterdam[1]

## Privé
De Boer trouwde op 14 februari 2002 met Rick Nieman. Volgens een uitzending van Verborgen Verleden stamt zij af van een oud Schots adellijk geslacht, Hamilton of Silvertonhill, dat in de Hooglanden woonde. Een van de bloedlijnen zou verbonden zijn met Robert I van Schotland. (zie: Verborgen Verleden - Seizoen 8)

### Bestseller 60
| Boeken met noteringen in de Nederlandse Bestseller 60 | Jaar van verschijnen | Datum van binnenkomst | Hoogste positie | Aantal weken | Opmerkingen                          |
| ----------------------------------------------------- | -------------------- | --------------------- | --------------- | ------------ | ------------------------------------ |
| Down to earth                                         | 2013                 | 30-10-2013            | 60              | 1            | in samenwerking met Jacob Jan Boerma |
| Back to basics                                        | 2014                 | 15-10-2014            | 59              | 1            | in samenwerking met Jacob Jan Boerma |